# Tortuga de coll de serp australiana
La tortuga de coll de serp australiana (Chelodina longicollis) és una espècie de tortuga semiaquàtica d'aigua dolça originària d'Austràlia.
Un coll molt llarg és el seu tret més distintiu. També té una closca ampla, aplanat i marró, amb vores negres en les plaques. Descansa en el fons dels cursos d'aigua amb el cap en la superfície.